# Janis Sahraoui
Pour les articles homonymes, voir Slimmy.
Janis Sahraoui, aussi connue sous le nom de scène Sliimy, née le 16 septembre 1988 à Saint-Étienne, est une auteure-compositrice-interprète de pop et DJ française.

## Biographie

### Enfance et jeunesse
Née le 16 septembre 1988,  à Saint-Étienne, elle grandit dans le quartier de la Vivaraize, aux côtés de ses trois sœurs et de son frère. Elle étudie au collège puis au lycée Notre-Dame de Valbenoîte.
En 2005, elle remporte un concours de chant au Pax à Saint-Étienne, et gagne un enregistrement dans un studio stéphanois où elle rencontre Feed, devenu son complice et guitariste.

### Internet, le début d'une carrière etPaint Your Face(2008-2010)
Découverte sur Myspace par le blogueur Perez Hilton avec sa reprise de la chanson Womanizer de Britney Spears fin décembre 2008, elle rencontre un certain succès auprès de la communauté Internet (YouTube, Dailymotion, etc.) sous le pseudonyme de Sliimy. Sa reprise de la chanteuse crée un énorme buzz, jusqu'à parvenir aux oreilles de la star. Britney Spears, qui a un énorme coup de cœur pour Sliimy[réf. nécessaire], lui propose aussitôt d'assurer la première partie de sa tournée The Circus Starring Britney Spears lors de ses concerts à Paris-Bercy en France en juillet 2009.
En février 2009, elle fait partie des coming-nexts du Grand Journal de Canal+. Son premier single s'intitule Wake Up et est disponible le même mois sur les plates-formes de téléchargement légal.
Son premier album Paint Your Face est enregistré à Saint-Étienne en janvier 2009. Mixé au studio Trout Recording à New York courant mars par Bryce Goggin, qui a déjà travaillé avec Antony and the Johnsons ou Pavement, l'album est sorti le 6 avril 2009 chez Warner Music.
En plus d'avoir assuré la première partie de Britney Spears, Sliimy assurera celle de la chanteuse Katy Perry pour la tournée Hello Katy Tour en Suisse et en Angleterre en 2009. Quelques mois plus tard, l'artiste fit une surprenante apparition dans le clip de la chanson à succès I Gotta Feeling par le groupe The Black Eyed Peas issue de l'album The END.
Quatre singles sont extraits de Paint Your Face entre 2009 et 2010, le tube Wake Up, Trust Me, la chanson-titre Paint Your Face et le double-single Our Generation / See U Again.
En janvier 2010, la chanteuse est nommée lors pour les European Border Breakers Awards 2010, représentant la France avec Paint Your Face. Elle perdit face à Milow.

### Deuxième album studioL'Heure Bleueet futurs projets (2011-aujourd'hui)
Depuis le début de l'année 2011, Sliimy a annoncé qu'elle avait commencé à préparer et écrire des textes pour son deuxième album studio et qu'elle a aisément choisi de prendre du temps afin de peaufiner ce nouvel opus. En effet, la chanteuse affirme aussi avoir écrit des titres en français, contrairement à son premier album et ses idées primaires. Le 9 septembre 2011, elle donne une interview pour le magazine de mode international Vs. dans laquelle elle parle de ses futurs projets et exprime principalement son désir d'enregistrer un nouveau disque qui sera « très différent » vis-à-vis de Paint Your Face et qui montrera une nette évolution dans sa carrière. Au même moment, une nouvelle démo fuite sur Internet, le morceau Spellbound Kisses. Quelques mois plus tard en décembre 2011, d'autres démos, de courtes durées, continuent d'être divulguées, intitulées Polaroid et The Sky.
En mars 2012, elle dévoile une ré-adaptation de la chanson Skinny Genes d'Eliza Doolittle en français. En septembre 2012, ce sont d'autres démos similaires aux premières qui fuitent, titrées Your Eyes et Fight for Light. Au cours des années 2012 et 2013, la chanteuse était régulièrement dans les studios de la maison de disques Warner Music en France.
Elle explique en janvier 2013 qu'elle n'a toujours pas décidé d'une date de sortie, bien que le disque pourrait sortir courant 2014 et que les thèmes et inspirations qui seront abordés dans cet album seront l'univers du rêve et du surréalisme.
Au printemps 2015, elle sort un nouveau single Hypnotized en tant que Yanis (son prénom de naissance) dans le clip duquel Charlotte Le Bon est mise en scène sous hypnose. Elle présente cette chanson le 5 mai 2015, en direct dans Le Grand Journal, émission lors de laquelle des personnes du public dansent (comme si elles étaient) sous hypnose.
En février 2016, sort L'Heure Bleue, son deuxième album studio, mais le premier en tant que Yanis. Avec ce nouvel album, elle abandonne la pop au profit d'un style électro-pop.
En 2021, elle sort le single Solo en français, accompagné d'un clip vidéo réalisé par Gleb Bondarenko. En 2022, elle sort le single SMTH avec la rappeuse Lalla Rami. À partir de 2023, elle se produit sous le nom de Janis.

## Vie privée
En 2021, elle fait son coming out trans et non binaire sur Mediapart.

## Discographie
- 2009 : Paint Your Face
- 2016 : L'Heure bleue
- 2022 : SOLO

## Publications
- 2024 : avec Tal Madesta, Révéler mes visages, HarperCollins, 160 p. (ISBN 979-10-339-1686-4)

## Filmographie
- 2023 : Orlando, ma biographie politique, de Paul B. Preciado : Orlando